# Vindija-Höhle
Die Vindija-Höhle ist eine paläoanthropologische und archäologische Fundstätte in der Hrvatsko Zagorje im Norden von Kroatien. Die Höhle befindet sich neun Kilometer nordwestlich von Ivanec und 20 Kilometer westlich der Stadtmitte von Varaždin. Sie wurde bekannt als Fundort der vermeintlich jüngsten Fossilien von Neandertalern in Mittel- und Osteuropa.

## Beschreibung
Die Vindija-Höhle entstand in Kalkstein, der sich vor rund 10 Millionen Jahren im Tortonium gebildet hatte. Sie liegt heute ungefähr 275 m über dem Meeresspiegel. Ihre einzige, große Kammer ist ungefähr 50 Meter lang, 28 Meter breit und teilweise 20 Meter hoch. Bereits 1878 wurde sie erstmals als archäologische Fundstätte erwähnt; erste Ausgrabungen fanden 1928 in ihr statt, die intensive Suche nach Fossilien begann aber erst Mitte der 1970er-Jahre. Entdeckt wurden unter anderem zahlreiche Tierknochen, darunter Reste von Wollnashörnern, Saigas, Pferden (Equus germanicus), Rens und Höhlenbären.
Die Erbsubstanz aus den Zellen eines fossilen Höhlenbären aus der Vindija-Höhle gehörte 1999 zu den ersten, mit Hilfe der Polymerase-Kettenreaktion in Teilen rekonstruierten aDNA-Fragmenten ausgestorbener Lebewesen.

## Neandertaler-Funde
Neben Steingerät des Moustérien und des Aurignacien wurden in unterschiedlich tiefen Schichten auch Knochen von Neandertalern geborgen, darunter das Fragment eines Unterkiefers. Die Funde aus einer als G1 bezeichneten Schicht wurden 1999 auf ein Alter von nur 28.000 bis 29.000 Jahren datiert, was sie seinerzeit als die vermeintlich jüngsten jemals entdeckten Neandertaler-Fossilien auswies. 2006 wurde diese Datierung revidiert und ein Alter von 32.000 bis 33.000 Jahren genannt. Eine neuerliche Datierung im Jahr 2017 ergab schließlich für die bereits 1999 erstmals datierten Fundstücke ein Alter von über 40.000 Jahren, woraus abgeleitet wurde, dass sämtliche Neandertaler-Funde aus dieser Höhle älter sind als die Erstbesiedlung Osteuropas durch den anatomisch modernen Menschen (Homo sapiens).
Neandertaler-Funde aus tieferen Schichten sind teils 38.000, teils 45.000 Jahre alt. Von einem dieser 45.000 Jahre alten Funde berichtete Svante Pääbo im Mai 2006 während einer Tagung am Cold Spring Harbor Laboratory, seiner Arbeitsgruppe sei es gelungen, aus diesem Fossil rund eine Million Basenpaare – 0,03 Prozent – der DNA eines männlichen Neandertalers zu rekonstruieren; im November 2006 erschien diese Arbeit in der Fachzeitschrift Nature.
Ein auf ein Alter von 38.310 ± 2.130 Jahren datiertes Knochenfragment (Sammlungsnummer: Vi33.16) aus der Höhle trug im Jahr 2008 dazu bei, die mitochondriale DNA des Neandertalers zu entschlüsseln. Vom selben Fossil stammte auch ein Teil jener DNA, anhand derer eine zu 60 Prozent vollständige Version des Neandertaler-Erbguts rekonstruiert wurde, deren genaue wissenschaftliche Analyse 2010 publiziert wurde. Unter anderem argumentierten die Autoren dieser Studie, dass es einen Genfluss vom Neandertaler zum anatomisch modernen Menschen gegeben habe. Dieser Genfluss habe bewirkt, dass sich bis heute ein Anteil von Neandertaler-DNA zwischen einem und vier Prozent des Genoms im Genpool der nicht-afrikanischen Bevölkerung erhalten hat. Im Oktober 2017 wurde schließlich das nahezu vollständige Genom einer Neandertalerin rekonstruiert (Sammlungsnummer: Vi33.19), die vor rund 50.000 Jahren lebte. Ein Vergleich mit dem bis dahin einzigen, ähnlich vollständig rekonstruierten Neandertaler-Genom aus der Denissowa-Höhle im Altaigebirge ergab Unterschiede von nur 1,6 Abweichungen pro 1000 Basenpaaren, was bedeutet, dass diese beiden Individuen einander genetisch näher standen als dies bei zwei beliebigen, heute lebenden Menschen der Fall ist. Daraus wurde geschlossen, dass die Neandertaler in einer sehr kleinen Population gelebt haben. Zugleich wurde der Anteil von Neandertaler-DNA am Erbgut der außerhalb Afrikas lebenden Menschen nunmehr mit 1,8 bis 2,6 Prozent ausgewiesen.

## Belege
1. ↑  Milford H. Wolpoff: Upper Pleistocene Human Remains From Vindija Cave, Croatia, Yugoslavia. In: American Journal of Physical Anthropology. Band 54, 1981, S. 499–545, Volltext (PDF).
2. ↑  Ivor Janković u. a.: Vindija Cave and the Modern Human Peopling of Europe. In: Collegium Antropologicum. Band 30, Nr. 3, 2006, S. 457–466, Volltext (PDF).
3. ↑  A. D. Greenwood et al.: Nuclear DNA sequences from late Pleistocene megafauna. In: Molecular Biology and Evolution. Band 16, 1999, S. 1466–1473, Volltext (PDF; 149 kB).
4. ↑  Fred H. Smith et al.: Direct radiocarbon dates for Vindija G1 and Velika Pećina Late Pleistocene hominid remains. In: PNAS. Band 96, Nr. 22, 1999, S. 12281–12286, doi:10.1073/pnas.96.22.12281, Volltext.
5. ↑  Tom Higham et al.: Revised direct radiocarbon dating of the Vindija G1 Upper Paleolithic Neandertals. In: PNAS. Band 103, Nr. 3, 2006, S. 553–557, doi:10.1073/pnas.0510005103.
6. ↑  Thibaut Devièse et al.: Direct dating of Neanderthal remains from the site of Vindija Cave and implications for the Middle to Upper Paleolithic transition. In: PNAS. Band 114, Nr. 40, 2017, S. 10606–10611, doi:10.1073/pnas.1709235114, Volltext.
7. ↑  Rex Dalton: Neanderthal DNA yields to genome foray. In: Nature. Band 441, 2006, S. 260–261, doi:10.1038/441260b.
8. ↑   Richard E. Green et al.: Analysis of one million base pairs of Neanderthal DNA. In: Nature. Band 444, 2006, S. 330–336, doi:10.1038/nature05336.
9. ↑  Richard E. Green et al.: A Complete Neandertal Mitochondrial Genome Sequence Determined by High-Throughput Sequencing. In: Cell. Band 134, Nr. 3, 2008, S. 416–426, doi:10.1016/j.cell.2008.06.021.
10. ↑  Erste Version des Neandertaler-Genoms vollendet. (Memento vom 3. Mai 2009 im Internet Archive). Im Original publiziert auf eurekalert.org vom 12. Februar 2009.
11. ↑  Richard E. Green u. a.: A draft sequence of the Neandertal Genome. In: Science. Band 328, 2010, S. 710–722, doi:10.1126/science.1188021.
12. ↑  Kay Prüfer et al.: A high-coverage Neandertal genome from Vindija Cave in Croatia. In: Science. Band 358, Nr. 6363, 2017, S. 655–658, doi:10.1126/science.aao1887.
 Is your Neandertal DNA making your belly fat? Ancient genome offers clues. Auf: sciencemag.org vom 5. Oktober 2017.
13. ↑  A high-quality Neandertal genome sequence. Auf: eva.mpg.de vom 18. Mai 2015, zuletzt eingesehen am 16. März 2022.